# Edgewood (Washington)
Edgewood is een plaats (city) in de Amerikaanse staat Washington, en valt bestuurlijk gezien onder Pierce County.

## Demografie
Bij de volkstelling in 2000 werd het aantal inwoners vastgesteld op 9089.
In 2006 is het aantal inwoners door het United States Census Bureau geschat op 9765, een stijging van 676 (7,4%).

## Geografie
Volgens het United States Census Bureau beslaat de plaats een oppervlakte van
22,0 km², geheel bestaande uit land.

## Plaatsen in de nabije omgeving
De onderstaande figuur toont nabijgelegen plaatsen in een straal van 8 km rond Edgewood.